# Nicolaus Ott
Nicolaus Ott (* 1947 in Göttingen) ist ein deutscher Grafikdesigner und Hochschullehrer. Er wurde durch das gemeinsame Gestaltungsatelier Ott+Stein bekannt, das er zusammen mit Bernard Stein in Berlin betrieb und das über Jahrzehnte das visuelle Erscheinungsbild bedeutender Kulturinstitutionen mitprägte.

## Biografie
Nicolaus Ott wurde 1947 in Göttingen geboren. Er absolvierte von 1966 bis 1969 eine Ausbildung zum grafischen Zeichner im Atelier von Karl-Heinz Fehrecke in Göttingen. Anschließend studierte er 1969 bis 1974 Visuelle Kommunikation an der Hochschule für bildende Künste in West-Berlin (später Hochschule der Künste), bei Herbert W. Kapitzki, und schloss sein Studium als Meisterschüler ab. Unmittelbar danach erhielt Ott einen Lehrauftrag an der Hochschule der Künste Berlin (1974–1977) und arbeitete parallel im Institut für Visuelle Kommunikation unter Kapitzki.
1978 gründete Ott gemeinsam mit seinem Kommilitonen Bernard Stein das Grafikdesign-Studio Ott + Stein in Berlin. Die Zusammenarbeit mit Stein prägte seine weitere Laufbahn maßgeblich (siehe Abschnitt Ott + Stein). Ott lebt und arbeitet seitdem in Berlin und führt das Atelier Ott+Stein auch nach dem Ausscheiden von Bernard Stein im Jahr 2004 in eigener Regie fort.

## Ott + Stein (Designstudio)
Ott und Stein leiteten ihr gemeinsames Gestaltungsatelier von der Gründung 1978 bis 2004 in Berlin. In dieser Zeit entwickelte sich Ott+Stein zu einer der bekanntesten Berliner Designadressen im Kulturbereich. Das Studio spezialisierte sich auf grafische Gestaltung für kulturelle Institutionen und schuf in diesem Rahmen vor allem Plakate, Ausstellungskataloge, Buchgestaltungen sowie typografische Signets und Erscheinungsbilder (Corporate Designs). Zu den Auftraggebern zählten namhafte Organisationen, so entwarf Ott+Stein etwa die visuellen Identitäten (Logos) der Staatlichen Museen zu Berlin, des Deutschen Historischen Museums, der Kunstsammlungen zu Weimar und des Zentrums für Kunst und Medientechnologie (ZKM) Karlsruhe.
Mit ihren Plakatgestaltungen machten sich Ott+Stein insbesondere im Bereich Kultur- und Ausstellungsplakat einen Namen. Für das Bauhaus-Archiv Museum für Gestaltung in Berlin entwarf das Duo zwischen 1981 und 2003 etwa zwanzig Ausstellungsplakate, die im Stadtbild Berlins große Aufmerksamkeit erzielten. Auch zahlreiche Theater- und Musikplakate sowie Erscheinungsbilder für kulturelle Veranstaltungen gehören zu ihrem Werk. Charakteristisch war ein reduziertes, inhaltlich prägnantes Design, das oft Typografie als zentrales Gestaltungsmittel einsetzte.
Ott+Stein wurden für ihre Arbeiten vielfach gewürdigt. Eine erste Monografie über ihre Plakate (Vom Wort zum Bild und zurück von U. E. Ziegler) erschien 1992. Ihre Arbeiten waren in verschiedenen Ausstellungen zu sehen, unter anderem in Berlin (Internationales Design-Zentrum 1983 und 1991), München (1985), Offenbach (1987) und im deutschen Plakat Museum Essen (1994). Ein Höhepunkt war die Retrospektive Ott + Stein Grafikdesign 2008 in der Kunstbibliothek Berlin, die einen Überblick über 30 Jahre gemeinsames Schaffen gab. Sammlungen wie das Museum of Modern Art New York, das Museum für Kunst und Gewerbe Hamburg und die Berliner Kunstbibliothek nahmen Ott+Stein-Plakate in ihren Bestand auf ein Indiz für die internationale Anerkennung des Duos. Nach 2004 schied Bernard Stein aus dem gemeinsamen Atelier aus (er wechselte als Creative Director zur Agentur MetaDesign). Nicolaus Ott führt seither das Büro Ott+Stein als alleiniger Gestalter weiter und realisiert weiterhin Designprojekte für Kulturinstitutionen.

## Werk und Stil
Otts gestalterisches Werk ist geprägt von sachlicher Reduktion und klarer visueller Systematik im Sinne der Bauhaus-Tradition. Über Jahrzehnte setzte er stilbildende Maßstäbe in der zeitgenössischen visuellen Kommunikation. Seine Gestaltung zeichnet sich durch einen Ausgleich scheinbarer Gegensätze aus, sie ist zugleich zeitlos und modern, traditionell und avantgardistisch, zurückhaltend und dennoch bestimmt. Auffällig ist Otts unverwechselbare typografische Handschrift, mit der er Informationen prägnant und verständlich vermittelt. Besonders im Plakatdesign entsteht bei ihm ein

„Wechselspiel zwischen Klarheit und Geheimnis“

einfache geometrische Formen, Schrift und Bildfragmente verbinden sich zu vielschichtigen, aber gut lesbaren Aussagen.
Neben Plakaten schuf Ott (häufig in Zusammenarbeit mit Stein) auch zahlreiche Grafikdesign-Arbeiten im Bereich Corporate Design. Dazu zählen insbesondere die eingangs erwähnten Erscheinungsbilder bedeutender Museen sowie Logos für Hochschulen, Verbände und kulturelle Projekte. In vielen dieser Arbeiten verschmelzen Text und Bild zu einer Einheit. So kombiniert Ott in seinen neueren freien Grafikserien den Namen bedeutender Künstler mit deren charakteristischer Formsprache zu eigenständigen visuellen Kompositionen. Diese konstruktivistisch inspirierten Typografie-Bilder präsentierte er unter anderem 2012 und 2016 in Ausstellungen der Werkbund-Galerie Berlin sowie 2019 in Chemnitz. Zu seinem 75. Geburtstag erschien 2022 die Werkschau TyPoesie – angewandte und freie Kunst, die sein Lebenswerk in angewandter Grafik und freier typografischer Kunst dokumentiert.

## Lehre
Parallel zu seiner Designerkarriere war Nicolaus Ott umfangreich in der Lehre tätig. Bereits kurz nach dem Studium, von 1974 bis 1977, unterrichtete er als Lehrbeauftragter an der Hochschule der Künste Berlin im Fachbereich Visuelle Kommunikation. Gemeinsam mit Bernard Stein übernahm er in den 1980er Jahren weitere Lehraufträge: 1980–1982 leiteten sie als Dozenten ein Grafikdesign-Projekt an der HdK Berlin, und 1988 wirkten sie dort als Gastprofessoren.
1998 wurden Ott und Stein auf eine Professur für Visuelle Kommunikation an der Kunsthochschule Kassel berufen, mit den Schwerpunkten Plakatgestaltung und Corporate Design für kulturelle und institutionelle Auftraggeber. Diese gemeinsame Professur übten sie rund 15 Jahre lang aus Bernard Stein wurde 2015 nach 18 Jahren Lehrtätigkeit in Kassel in den Ruhestand verabschiedet, und auch Ott legte das Amt Mitte der 2010er Jahre nieder. In Kassel wie zuvor in Berlin prägte Ott durch seine pädagogische Arbeit eine Generation junger Grafikdesigner mit seinem konzeptionellen und typografie-orientierten Gestaltungsansatz.

## Auszeichnungen und Mitgliedschaften
- Alliance Graphique Internationale (AGI): 1997 wurde Nicolaus Ott (gemeinsam mit Bernard Stein) in die AGI aufgenommen, eine exklusive Vereinigung führender Grafikdesigner weltweit.[1]
- International Museum Communication Award: 2007 gewann Ott+Stein für die Kampagne “Can’t wait” zur Eröffnung des Musée d’Art Moderne (MuDAM) in Luxemburg einen IMCA Gold Award in der Kategorie Corporate Design.[12]
- Mitgliedschaften (Deutschland): Ott engagiert sich in designrelevanten Gremien. Er ist seit 2007 Mitglied im Kuratorium des Architekturpreises Berlin und seit 2008 Beirat des Deutschen Werkbunds Berlin. Zudem wirkt er seit 2013 als Fachjuror im Bundesamt für zentrale künstlerische Münzwettbewerbe (Prägung von Euro-Gedenkmünzen).[1]

## Publikationen (Auswahl)
- 1992: Vom Wort zum Bild und zurück – Monografie über die Plakate von Ott+Stein, von Ulf Erdmann Ziegler (Ernst & Sohn, Berlin).[1]
- 1997: Architekturplakat – Plakatarchitektur – Ausstellungskatalog Stilwerk Hamburg / Aedes Berlin, von Nils Jockel und Kristin Feireiss.[1]
- 1998: TYPO – Wann, Wer, Wie – Typografie-Lexikon, hrsg. von Friedrich Friedl, Nicolaus Ott und Bernard Stein (Könemann, Köln).[1]
- 2008: Nicolaus Ott + Bernard Stein: Grafikdesign – Begleitband zur Ausstellung in der Kunstbibliothek Berlin (Staatliche Museen zu Berlin).[11]
- 2022: TyPoesie – angewandte und freie Kunst – monografische Werkschau zum 75. Geburtstag von Nicolaus Ott, hrsg. vom Deutschen Werkbund (Niggli Verlag)[8]